# Zvírotice

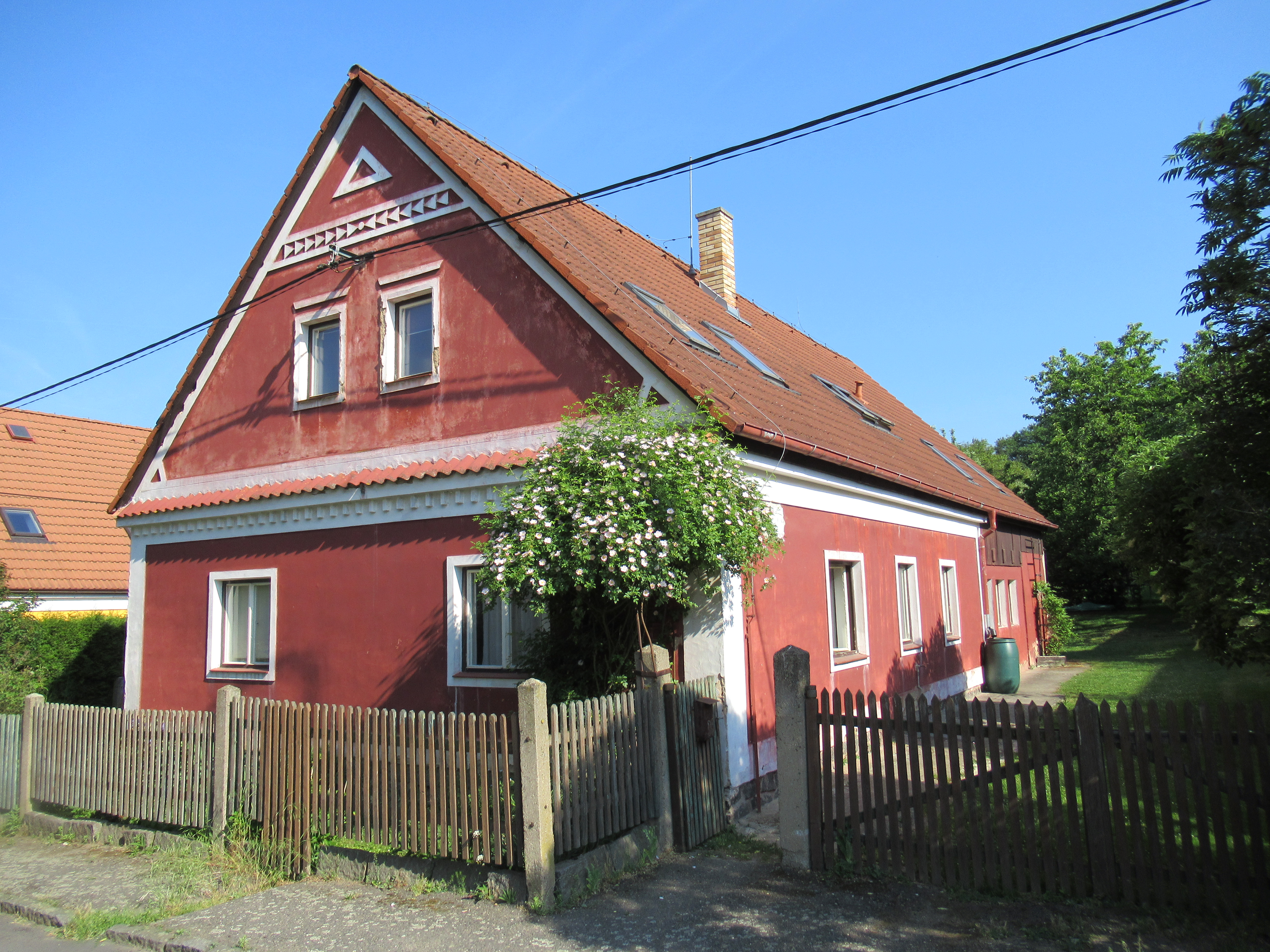
Domy ve vesnici

Zvírotice jsou vesnice, část obce Dublovice v okrese Příbram ve Středočeském kraji. Nachází se asi pět kilometrů severozápadně od Dublovic. Vesnicí protéká Vltava. Je zde evidováno 109 adres. V roce 2011 zde trvale žilo 149 obyvatel.
Zvírotice jsou také název katastrálního území o rozloze 3,27 km².

## Historie
První písemná zmínka o Zvíroticích pochází z roku 1322. Někdy v té době zde vznikla tvrz, která však později – pravděpodobně počátkem husitských válek – zanikla. Později mělo výrazný podíl na obživě obyvatel kamenictví; lomy v blízkém okolí zaměstnávaly až do doby po skončení druhé světové války více než 300 lidí. Za druhé světové války se ves stala součástí vojenského cvičiště Zbraní SS Benešov a její obyvatelé se museli 31. října 1943 vystěhovat.
Sídlo doznalo zásadních změn v době výstavby Slapské přehrady, která dosavadní ves až na sedm nejvýše položených domů zatopila. Pro její obyvatele a obyvatele dalších zatopených osad byla tehdy vybudována nová obec přímo nad původními Zvíroticemi, jejichž jméno převzala. Její jádro tvoří poměrně rozlehlá obdélníková náves, kterou obklopují typizované štítově orientované rodinné domky ve stylu tzv. socialistického realismu, ve vesnickém prostředí jinak vzácného. Štukový dekor jejich fasád je volně inspirován lidovou architekturou jihočeských Blat. Domy, které vznikly později mimo náves, se tohoto stylu již nedrží.

## Přírodní poměry
Jihovýchodně od vesnice leží přírodní památka Rybník Starý u Líchov.
Vesnice se nachází na úpatí kopce Zámišec, který je vysoký 342 metrů.

## Obyvatelstvo
| Rok            | 1869 | 1880 | 1890 | 1900 | 1910 | 1921 | 1930 | 1950 | 1961 | 1970 | 1980 | 1991 | 2001 | 2011 | 2021 |
| -------------- | ---- | ---- | ---- | ---- | ---- | ---- | ---- | ---- | ---- | ---- | ---- | ---- | ---- | ---- | ---- |
| Počet obyvatel | 218  | 231  | 292  | 283  | 304  | 235  | 232  | 157  | 184  | 161  | 166  | 147  | 155  | 149  | 166  |
| Počet domů     | 30   | 32   | 36   | 37   | 41   | 47   | 49   | 49   | 43   | 39   | 42   | 49   | 51   | 63   | 69   |

## Obecní správa
Při sčítání lidu v letech 1850–1950 Zvírotice byly osadou obce Líchovy v okrese Sedlčany. V letech 1950–1975 byly samostatnou obcí, se kterým patřily nejprve do okresu Sedlčany, ale od roku 1960 v okrese Příbram. Od 1. ledna 1976 jsou částí obce Dublovice v okrese Příbram.

## Galerie

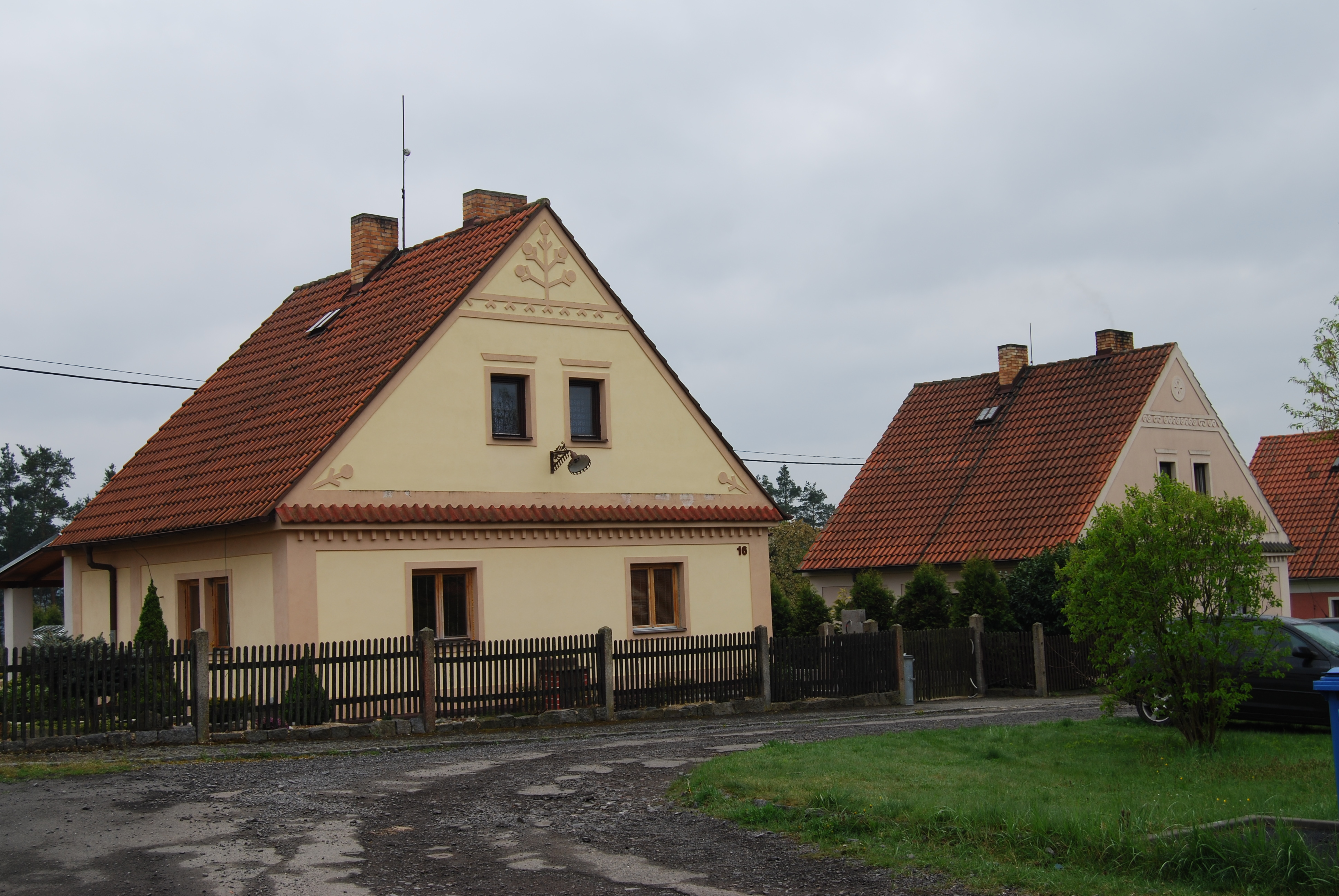
Domy ve vesnici
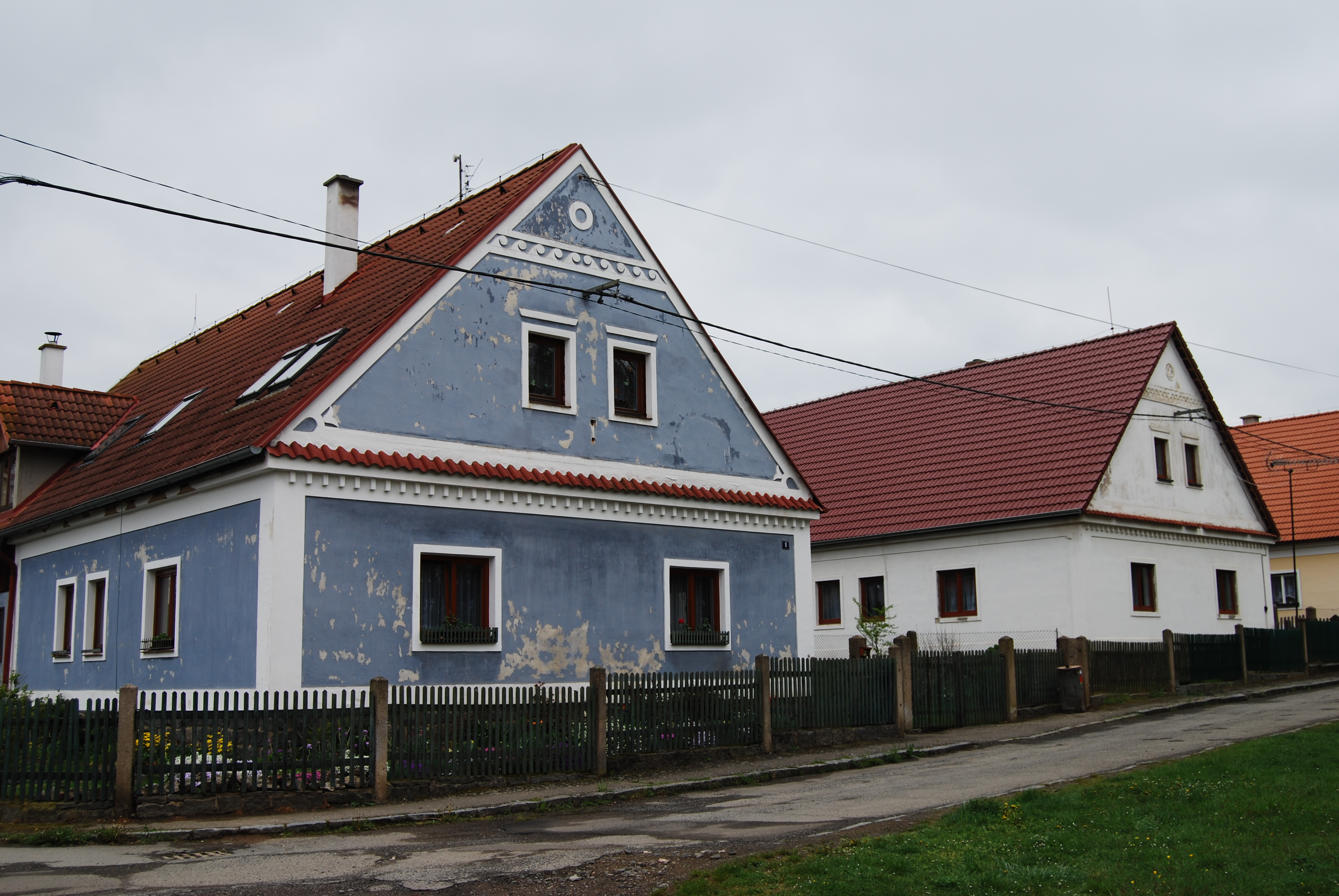
Domy ve vesnici
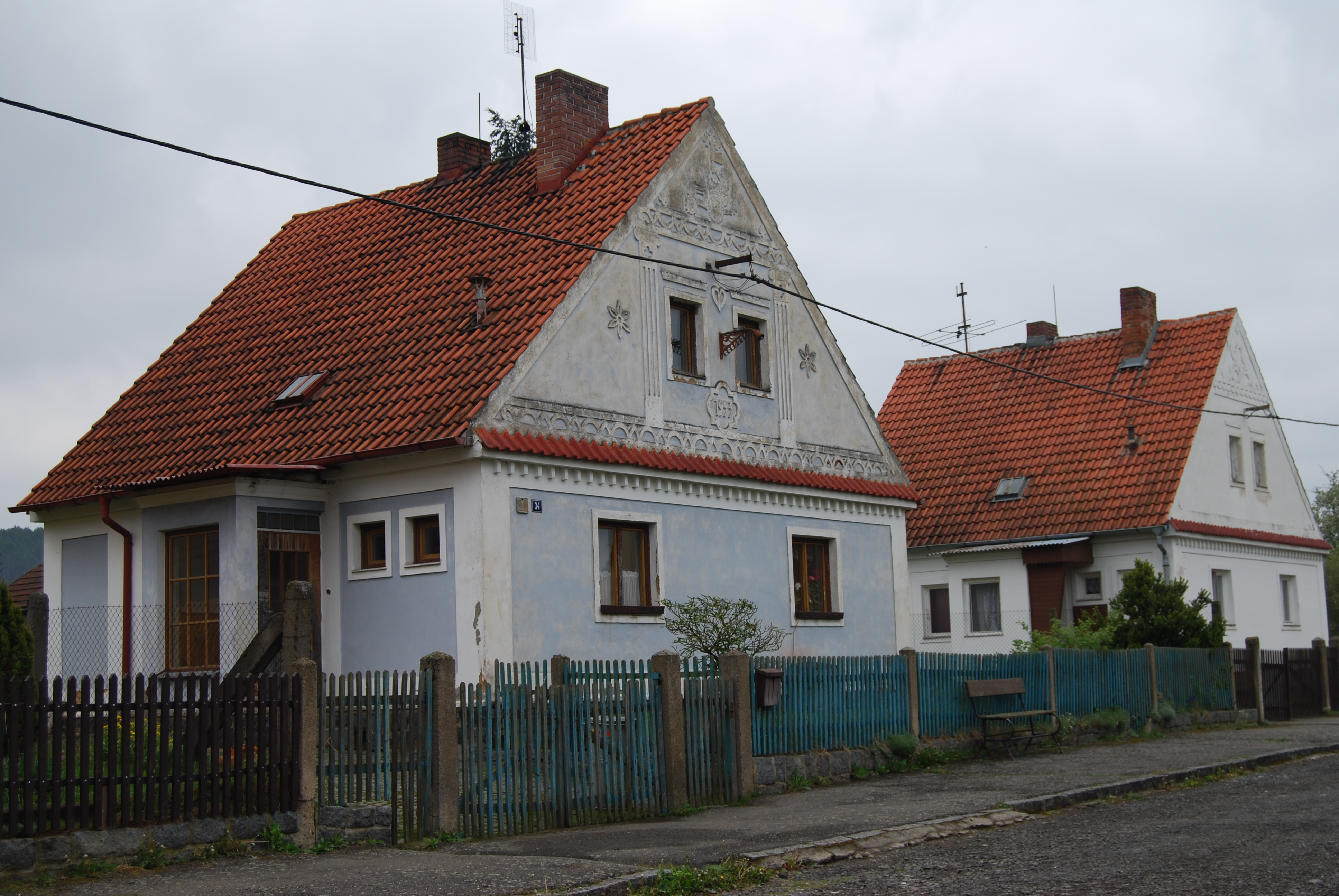
Domy ve vesnici